# Dasychira galactina
Dasychira galactina är en fjärilsart som beskrevs av Paul Mabille 1880. Dasychira galactina ingår i släktet Dasychira och familjen tofsspinnare. Inga underarter finns listade i Catalogue of Life.